# Du, min Jesus, är min klenod
Du, min Jesus, är min klenod är en svensk psalm från 1700-talet.

## Historik
Du, min Jesus, är min klenod är en svensk psalm som finns med i psalmboken Mose och Lambsens wisor från 1717. En version på Du, min Jesus, är min klenod med två verser av August Olsson (1889–1977) i Backaryds socken, upptecknades 1971 av Gunnar Ternhag. Den publicerades 2021 i boken Folkliga koraler från södra Sverige.

## Publicerad i
- Mose och Lambsens wisor under rubriken Then Trogna Siärlens Hiert-Offer.[1]
- Folkliga koraler från södra Sverige som nummer 44 Du, min Jesus, är min klenod.[1]